# 智联招聘

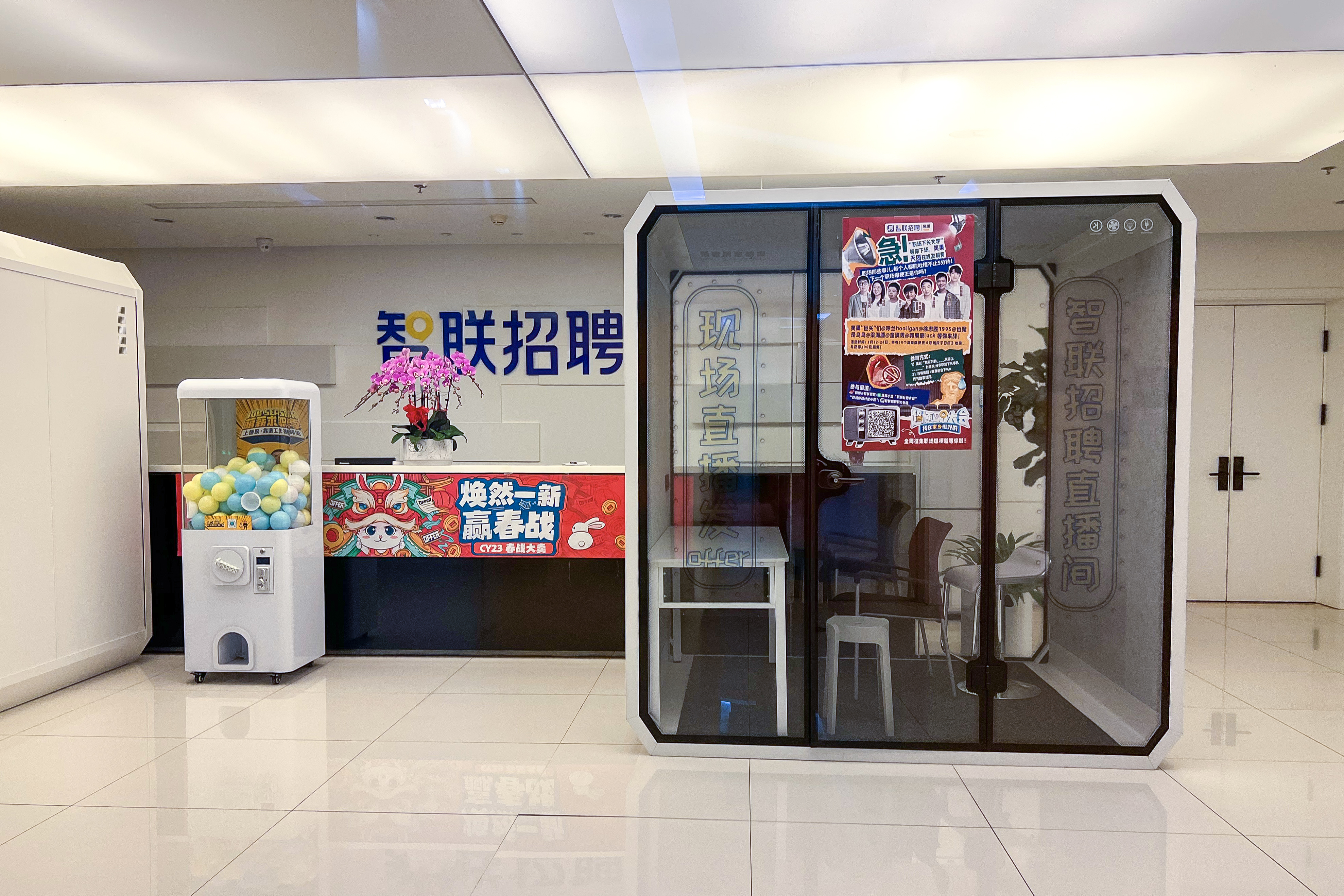
智联招聘总部前台

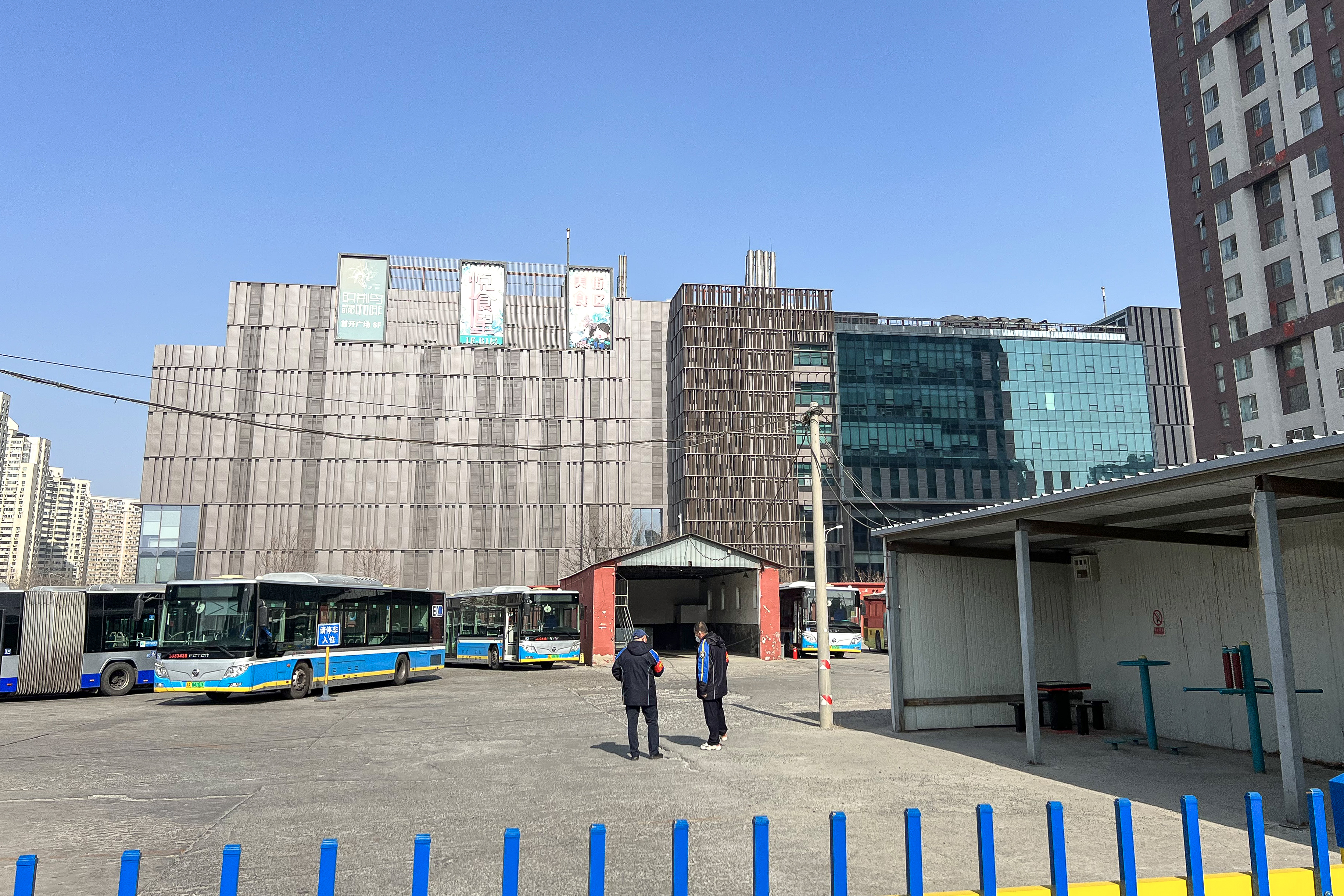
智联招聘总部所在的首开广场

智联招聘是中華人民共和國一家招聘網站，总部位于北京市朝阳区望京阜荣街10号首开广场5层。

## 历史
成立於1997年，其前身是1994年成立的獵頭公司智联（Alliance），在中華人民共和國招聘網站領域僅次於前程無憂。智联招聘於2014年6月12日在纽交所上市。2014年并购Jobs BD。2017年9月26日退市。同年投资猿圈、脉脉、51社保等多个项目。
智聯招聘曾出現有人偽造簡歷進行刷單、求職者信息遭販賣和洩露以及求職者遭到非法公司詐騙等醜聞。
2021年中央广播电视总台3·15晚会点名智联招聘泄露求职者简历，具体而言，只要注册企业智联账号，就可以轻易买到带有个人完整信息的简历，而这些个人简历信息大量流入黑市，被不法分子用于交易。3月16日凌晨，智联招聘通过微博回应称，在常见的招聘场景中，企业在招聘时需要获取用户简历中的联系方式以便进行沟通，但部分不法企业将拿到的用户应聘信息进行转卖导致用户的信息泄露，智联招聘对该不法行为已采取相应措施并对自身进行相应的整改工作。

## 外部連結
- 官方网站